# FTP over SSH
FTP over SSH verwijst naar het tunnelen van een normale FTP-sessie over een SSH-verbinding. Tunnelen is het verzenden van een dataprotocol 'verpakt' in een ander protocol.
Omdat FTP gebruikmaakt van meerdere TCP-verbindingen (ongebruikelijk voor een TCP/IP-protocol dat nog steeds gebruikt wordt), is het met name moeilijk om te tunnelen over SSH. Vele SSH-clients die proberen een tunnel op te zetten voor het controlekanaal (de eerste client-naar-serververbinding op poort 21) zal enkel dat kanaal beschermen; wanneer er gegevens worden verzonden, zal de FTP-software aan beide zijden nieuwe TCP-verbindingen opzetten (gegevenskanalen), die de SSH-verbinding omzeilen, waardoor de vertrouwelijkheid en integriteitsbescherming verloren gaat.
Het is noodzakelijk dat de SSH-clientsoftware beschikt over specifieke kennis van het FTP-protocol. Dit is nodig om de FTP-controlekanaalberichten te controleren en herschrijven. Ook is het nodig om het autonoom openen van nieuwe FTP-gegevenskanalen beveiligd te kunnen laten verlopen.

## Ondersteuning
FTP over SSH wordt ondersteund door volgende computerprogramma's:
- Tectia 3 (voorheen SSH Communications Security)
- FONC (uitgebracht onder de GPL)
- Co: Z FTPSSH Proxy[2]

## Verwarring met andere methoden
Er wordt soms verwezen naar FTP over SSH als secure FTP; dit moet niet verward worden met andere methoden om FTP veiliger te maken, zoals met SSL/TLS (FTP over SSL). Andere methoden om bestanden over te zetten gebruikmakend van SSH die niet gerelateerd zijn aan FTP zijn onder meer SSH File Transfer Protocol (SFTP) en SCP; in beide gevallen wordt de volledige connectie (accountgegevens en data) beschermd door het SSH-protocol.